# Bill Gregg
Bill Gregg, est un joueur de tennis australien. 
Il a notamment remporté les Internationaux d'Australie en 1907, en double messieurs (avec Harry Parker) .

## Palmarès en Grand Chelem

### Titres en double
|   | Date | Nom et lieu du tournoi                | Cat.      | ($) | Surf.        | Partenaire   | Finalistes                | Score              |
| 1 | 1907 | Australasian Championships, Melbourne | G. Chelem |     | Herbe (ext.) | Harry Parker | Horace Rice George Wright | 6-2, 3-6, 6-2, 6-2 |

## Palmarès (partiel)

### Titre en double messieurs
| No | Date       | Nom et lieu du tournoi              | Catégorie | Surface      | Partenaire   | Finalistes                | Score              |  |
| -- | ---------- | ----------------------------------- | --------- | ------------ | ------------ | ------------------------- | ------------------ |  |
| 1  | 18-08-1907 | Australasian Championships Brisbane | G. Chelem | Gazon (ext.) | Harry Parker | Horace Rice Gordon Wright | 6-2, 3-6, 6-2, 6-2 |  |